# Taça Norte–Nordeste de 1971
A Taça Norte–Nordeste de 1971, ou mais precisamente Zona Norte–Nordeste do Primeiro Campeonato Nacional de Clubes da Primeira Divisão, foi uma fase regional da edição inaugural do Campeonato Brasileiro Série B, que foi organizado pela Confederação Brasileira de Desportos (CBD, precursora da atual CBF) em 1971. Mesmo sendo oficialmente a quarta edição do Torneio Norte-Nordeste, por não se tratar de um torneio independente, o título atribuído ao Clube do Remo não é reconhecido pela CBF, apesar das reivindicações do clube paraense.
Para a Segunda Divisão do Campeonato Nacional de 1971, a CBD adotou um sistema de organização em chaves regionais similar ao utilizado anteriormente na Taça Brasil (antigo formato do atual Campeonato Brasileiro), dividido-a nas Zonas Norte–Nordeste e Zona Centro–Sul. A Zona Norte–Nordeste foi divida em dois grupos: as taças Norte e Nordeste, com os vencedores dos grupos Norte e Nordeste disputando a Zona Norte-Nordeste. O vencedor desta fase inter-regional conquistava uma vaga na final da Segunda Divisão nacional.

## História

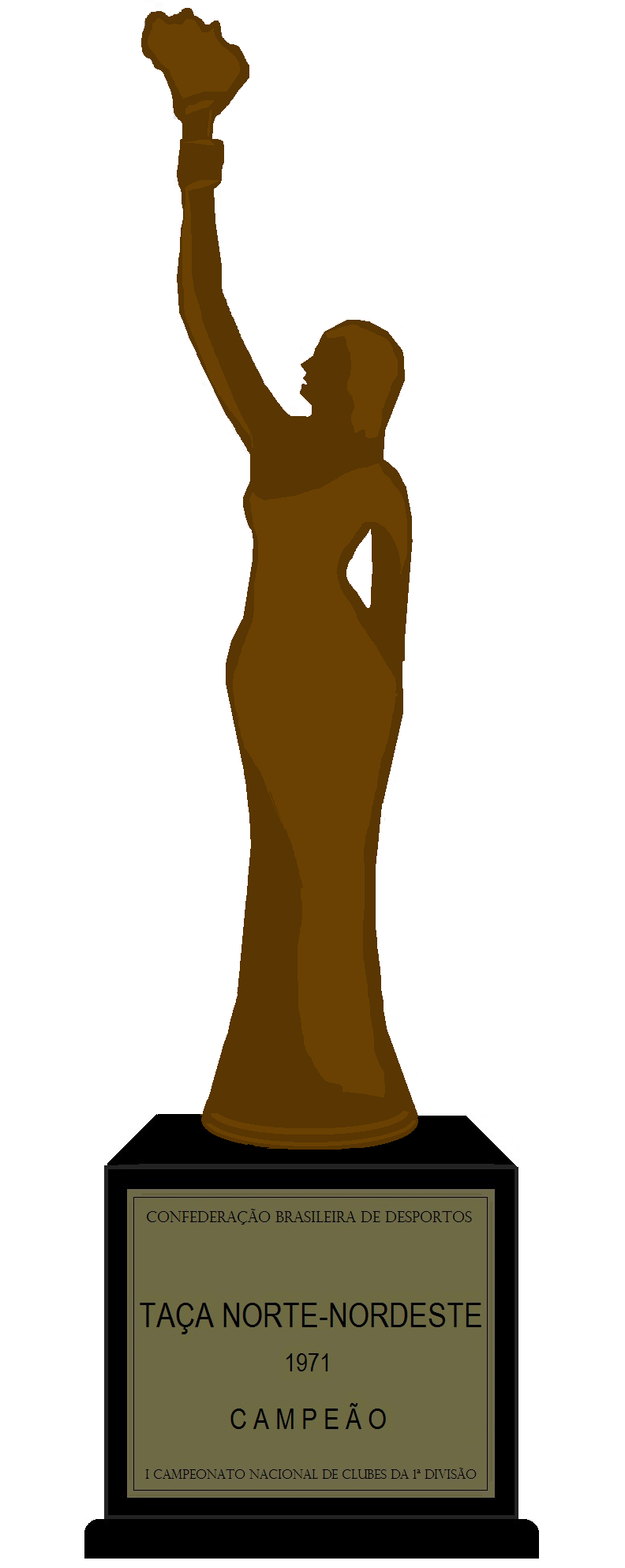
Versão vetorizada do troféu de bronze, entregue ao campeão da Taça Norte–Nordeste de 1971

Em 1971 seria realizada a quarta edição do Torneio Norte–Nordeste, mas com o início do Campeonato Brasileiro da Série B, o torneio acabou sendo realizado como a fase regional Norte–Nordeste do Campeonato Brasileiro da Série B de 1971, para que seu vencedor fosse confrontado com o vencedor da Zona Centro–Sul, numa final nacional da segunda divisão.
O Torneio foi uma forma de incorporar os clubes da Região Norte, tais como Remo, Tuna Luso, Paysandu e Nacional. E alguns tradicionais clubes do Nordeste, tais como Náutico, ABC, Sampaio Corrêa e Campinense Clube, que haviam ficado de fora do Campeonato Brasileiro de 1971.
A final da Taça Norte–Nordeste foi disputada entre Remo e o Itabaiana, ficando a taça com o clube paraense. Na decisão nacional, o título ficou com o Villa Nova, de Minas Gerais.

### Taça Norte–Nordeste de 1972
Em 1972, seria realizada a segunda edição da Taça Norte–Nordeste, oficialmente a quinta edição do Torneio Norte-Nordeste no geral. Mas com os dois únicos representantes da Região Norte no Campeonato Brasileiro (Remo e Nacional) disputando a Série A, a CBD realizou uma competição apenas com clubes da Região Nordeste. Foi vencida pelo Sampaio Corrêa, declarado Campeão Brasileiro da Série B de 1972.[carece de fontes?]

## Grupo do Norte
Para chegar a decisão o Remo ganhou o Torneio Seletivo Paraense, que contava ainda com Tuna Luso, Paysandu e Sport Belém, e disputou contra a Rodoviária o título de campeão do grupo do Norte, no qual se sagrou campeão após vencer por 1 a 0, no dia 25 de novembro de 1971, e por 4 a 2, no dia 28 de novembro, ambos os jogos disputados em Belém.

### Seletiva paraense
Contou com a participação dos clubes paraenses mais importantes, na época (Remo, Paysandu, Tuna Luso e Sport Belém)
Jogos do Remo na seletiva paraense do grupo do Norte:
|             | Placares |             |
| ----------- | -------- | ----------- |
| Remo        | 0–0      | Tuna        |
| Remo        | 0–1      | Paysandu    |
| Remo        | 4–0      | Sport Belém |
| Sport Belém | 0–1      | Remo        |
| Tuna        | 0–0      | Remo        |
| Paysandu    | 0–2      | Remo        |

### O representante amazonense
O representante do estado do Amazonas seria o Fast Clube, que era o atual campeão amazonense de futebol. Porem, após a indicação, o presidente do clube, Rodolpho Gonçalves, se mostrou descontente com uma nova competição regional que constaria apenas de enfrentamento entre clubes do Amazonas e do Pará(como vinha sendo anteriormente). Por isso e por considerar a torneio completamente deficitário, os dirigentes do Fast Clube, que era uma das melhores equipes da região sendo campeão regional em 1970, preferiu não disputar o torneio em preferência a disputar partidas amistosas. Depois, o clube acabou ingressando no Torneio de Integração Nacional. Em seu lugar foi indicada a Rodoviária, até então vice-campeã amazonense de 1971 mas que vinha de uma fraca campanha na Copa Amazonas de Futebol de 1972 onde foi a lanterna. Indiferente a essa participação e por conta da questão deficitária, a Rodoviária aceitou jogar as duas partidas em Belém, no estádio do adversário. Não houve qualquer seletiva para que o representante amazonense fosse indicado.

### Grupo Norte
|      | Placar |            |
| ---- | ------ | ---------- |
| Remo | 1-0    | Rodoviária |
| Remo | 4-2    | Rodoviária |

| Vencedor do grupo do Norte |
| -------------------------- |
| Remo                       |

## Grupo do Nordeste
Já o Itabaiana teve que passar pelo Torneio Seletivo de Sergipe, que contou também com Sergipe e Confiança, classificando-se para a fase eliminatória, onde teve que eliminar o Náutico (PE), o CRB (AL), o Ferroviário (CE) e o Flamengo do Piauí para chegar a decisão.